# Stor-Blåsåstjärnen
Stor-Blåsåstjärnen är en sjö i Piteå kommun i Norrbotten och ingår i Alterälvens huvudavrinningsområde. Sjön har en area på 0,0763 kvadratkilometer och ligger 127 meter över havet. Sjön avvattnas av vattendraget Ladubäcken.

## Delavrinningsområde
Stor-Blåsåstjärnen ingår i det delavrinningsområde (728699-175539) som SMHI kallar för Mynnar i Rörmyrbäcken. Medelhöjden är 134 meter över havet och ytan är 5,37 kvadratkilometer. Det finns inga avrinningsområden uppströms utan avrinningsområdet är högsta punkten. Ladubäcken som avvattnar avrinningsområdet har biflödesordning 3, vilket innebär att vattnet flödar genom totalt 3 vattendrag innan det når havet efter 30 kilometer. Avrinningsområdet består mestadels av skog (98 procent). Avrinningsområdet har 0,07 kvadratkilometer vattenytor vilket ger det en sjöprocent på 1,4 procent.